# Armed Forces Football Club
Ne pas confondre avec le Singapore Armed Forces FC, ancien nom du Warriors FC, un club de football basé à Singapour
Maillots
Gambia Armed Forces Football Club est un club gambien de football basé à Banjul, la capitale du pays. Il dispute ses rencontres à domicile au Box Bar Mini-Stadium de Brikama.

## Histoire
Fondé en 1989 à Banjul, la formation joue ses rencontres au Box Bar Mini Stadium de Brikama. Elle compte deux titres de champion de Gambie à son palmarès, gagnés en 2003 et 2009. En Coupe de Gambie, son meilleur résultat est une finale, disputée et perdue en 2004.
Au niveau international, les deux titres de champion permettent au club de participer à la Ligue des champions de la CAF, sans parvenir à gagner une seule rencontre.

## Palmarès
- Championnat de Gambie (3) :
  - Vainqueur : 2003, 2009, 2017

- Coupe de Gambie (1) :
  - Vainqueur : 2018
  - Finaliste : 2004

- Supercoupe de Gambie (3) :
  - Vainqueur : 2004, 2009, 2018
  - Finaliste : 2003, 2017